# Liste des comptoirs de la Compagnie de la Baie d'Hudson
La Liste des comptoirs de la Compagnie de la Baie d'Hudson recense les postes de traite établis par l'entreprise au cours de son histoire.
- Haut – A
- B
- C
- D
- E
- F
- G
- H
- I
- J
- K
- L
- M
- N
- O
- P
- Q
- R
- S
- T
- U
- V
- W
- X
- Y
- Z

## A
| - Fort À La Corne - Abitibi - Acacoutishendaw (Flying Post) - Aillik - Aklavik - Fort Albany - Fort Alexander - Fort Alexandria - Allanwater - Amadjuak - Fort Anderson - Apsley House (Lac Cross) | - Arctic Bay - Artiwinipigon (Eastmain) - Ash Falls - Ashuapmoushuan - Asp House (Lac La Pluie) - Fort Assiniboine - Lac Assiniboine - Lac Athabaska - Athabasca Landing - Attawapiskat - Lac Attawapiskat |

## B
| - Babine - Bad Lake - Bad Throat Post - Badger River (rivière Winisk) - Baie-Comeau - Baie des Pères - Île Baillie - Baker Lake - Barkerville - Bas de la Rivière (Fort Alexander) - Batchewana - Bathurst Inlet - Battle River - Battleford - Île Bayley's (Albany) - Lac Bearskin - Beauval - Beaver Creek Fort Ellice - Beaver Lake House - Beaver Lake Portage - Beaver Lodge (Trout Lake) - Bedford House (Egg Lake) - See Egg Lake (rivière Churchill ) - Bedford House (Reindeer Lake) - Bella Bella (Fort McLoughlin) - Îles Belcher - Bellevue Sheep Farm - Berens River | - Bernard Harbour - Bersimis - Big Beaver House - Big Fall - Big Lake - Big Point (Manitoba Lake House) - Big River (Fort George) - Bigstone - Biscotasing - Black River - Blacklead Island - Blanc-Sablon - Blood River - Rivière Bloodvein (Blood River) - Bolsover House - Fort Bow - Rivière Bow (Chesterfield House) - Fort Brabant - Brandon House - Brunswick House - Bucke - Buckingham - Buckingham House - Rivière Buffalo - Lac Burdingno (Escabitchewan) - Lac Burntwood (lac Wepiskow) - Port Burwell |

## C
| - Calgary - Cambridge Bay - Candle Lake - Canoe Lake - Cape Dorset - Cape Smith - Cappoonicagomie - Caribou - Carlton House (Assiniboine) - Carlton House (Saskatchewan) - Carlton House (Three Points) - Cartwright - Cat Lake - Cavell - Cawassieamica - Cedar Lake - Chapleau - Fort Charles (fleuve Mackenzie, voir Fort Good Hope) - Dépoût de l'Île Charlton - Chatham House - Chats - Cheasquachiston (Windsor House) - Chesterfield House - Chesterfield Inlet - Lac Chibougamau - Chickney | - Chicoutimi - Chilcotin - Fort Chimo - Fort Chipewyan - Lac Chipewyan - Chiswick House - Fort Churchill - Clapham House (lac Reindeer) - Clear Lake - Clyde River Coats Island - Cold Lake - Cold Lake (English River) - Colens Cot (Norway House) - Collinson, Fort - Colvile House - Colvile Landing - Fort Colvile - Fort Concord (rivière Winisk) - Coocoocache - Fort Coulonge - Cowlitz Farm - Cree Lake - Lac Cross - Cross Portage - Cul-de-Sac - Cumberland House |

## D
| - Dalles - Fort Dauphin - Davis Inlet - Dease Lake - Deer Lake - Deloraine - Desert - Baie Diana - Dinorwic | - Dog Head - Doubtful Post - Duck Lake - Duck Lake (Saskatchewan) - Duck Portage - Dundas Harbour - Dunvegan |

## E
| - Eagle Lake - Eagle Lake (rivière Albany) - Eagle Nest - Eastmain - Edmonton - Egg Lake (rivière Churchill) - Egg Lake (lac Swan) - Fort Ellice | - Ernest House (Martin Fall) - English River - Escabitchewan - Eskimo Point - Esquimalt - Esquimaux Bay (see North West River) - Eyelick (Aillik) |

## F
| - Rivière Factory - Fairford - Fairford House - Rivière Finlay - Fisher River - Fishing Island (Carlton House) - Flamborough House - Flathead | - Fly Lake - Flying Post - Fond du Lac - Fort Frances(Lac La Pluie) - Lac Frances - Lac Fraser - Frederick House - Frenchman's Island - Frobisher Bay |

## G
| - Lower Fort Garry - Upper Fort Garry (Winnipeg) - Fort George (La Grande rivière) - Fort George (rivière Columbia) - Fort George (New Caledonia) - Rivière George - Ghost River - Gillam - Gisipigimack - Glenora - Gloucester House - Godbout - God's Lake - Gogama - Fort Good Hope - Gordon House | - Grady Harbour - Grand Forks - Grand-Lac - Grand Rapid (Big Fall) - Grand Rapids - Grande Prairie - Granville House - Grassy Narrows (Manitoba) - Grassy Narrows (Ontario) - Great Fall (Big Fall) - Grand Lac des Esclaves (Fort Resolution) - Great Whale River - Green Lake (rivière English) - Green Lake (lac Huron) - Greenwich House (lac La Biche) |

## H
| - Fort Halkett - Hay River - Hazelton - Fort Hearne - Fort Hebron - Henley House - Île Herschel - Fort Hope (Albany) | - Fort Hope (Victoria) - Hopedale - Hudson - Hudson Hope - Upper Hudson House - Lower Hudson House - Hulse House - Hungry Hall |

## I
| - Igloolik - Île-à-la-Crosse - Île-Jeremie - Indian Elbow (Fort Pelly) - Indian Lake | - Island Falls - Island Falls (lac Supérieur et lac Huron) - Island House - Island Lake |

## J
| - Jack River (Norway House) - Fort James (Severn) | - Jasper House |

## K
| - Kagainagami - Kaipokok - Kakabonga - Kamloops - Kanaaupscow - Kaniapiskau - Kapisko - Kapusko (Chickney) - Keewatin - Kenogamissi | - Kenora (Rat Portage) - Kent Peninsula - Kickendatch - Kittegazuit - Fort Kilmaurs (Babine) - Île du Roi Guillaume - Lac Knee - Kuckatush (Flying Post) - Kugaryuak |

## L
| - La Cloche - La Loutre - La Pierre's House - La Sarre - Lac des Allumettes - Lac des Deux-Montagnes - Lac du Bonnet - Lac du Brochet - Lac La Biche - Lac La Pluie - Lac La Ronge - Lac Saint-Jean - Lac Ste. Anne - Lac Seul - Lac Travers - Lachine (Montréal) | - Fort Lampson - Fort Langley - Lansdowne House - Leaf River - Lesser Slave Lake - Lethbridge - Letty Harbour - Liard - Fort Liard - Lindsay - Little Bear Lake - Little Grand Rapids (Big Fall) - Little Whale River - Long Lake - Long Portage - Loon River |

## M
| - Fort MacLeod - Rivière Mainwaring (lac Winnipeg) - Makkovik - Mamattawa (Cappoonicagomie) - Manchester House - Lac Manitoba - Manitou - Mansel Island - Manuan - Marlborough House (rivière Assiniboine) - Marlborough House (rivière Swan, Somerset House) - Martin Fall - Massett - Matachewan - Matawagamingue - Mattagami (Matawagamingue et Michipicoten) - Mattawa - Mattice - McDame Creek - Fort McKay - Fort McKenzie - Lac McLeod - Fort McLoughlin - Fort McMurray - Merry's House - Lac Mesackamy | - Lac Mesaugamee - Metabetchuoan - Point Meuron (Fort William, lac Supérieur) - Micabanish (New Brunswick House) - Michikamau House - Michipicoten - Migiskan - Miminiska Lake - Minaki - Mingan - Mingan Fur Farm - Missanabie - Missinaibi - Mississagi - Baie-du-Poste - Montizambert - Montréal - Montreal Lake - Moose Factory - Moose Lake - Moosonee - Morden - Muskwaro - Mutton Bay |

## N
| - Nabisipi - Nachvak - Nain - Fort Nascopie - Natashkwan - Nelson House - Fort Nelson - Nemiskau - Neoskweskau - Nescutia - New Brunswick House - New Post - Fort Nez-Percés - Nichikun | - Nipawi - Nipigon House - Lac Nipigon (Nipigon House) - Lac Nipissing - Nisqually - Nonala - Fort Norman - North West River - Norway House - Nottingham House (Fort Chipewyan) - Nueltin House - Nutak |

## O
| - Oak Point - Obijuan - Ogoki - Okak - Onion Lake | - Orillia - Oskélanéo - Osnaburgh House - Oxford House |

## P
| - Padley - Pagwa River - Paint River (Fort Vermilion, rivière Saskatchewan) - Pangnirtung - Pangnirtung Fox Farm - Pas Mountain - Pas Post - Payne Bay - Peace River Crossing - Rivière Peel - Pekangekum - Lac Pelican - Fort Pelly - Pembina - Péribonka - Rivière Perry - Petaigan River - Peterbell - Pic - Piegan Post (Fort Bow) - Pike Lake - Pike Lake (rivière Churchill River, Portland House) - Pincher Creek - Pine Creek - Pine Lake - Pine Portage | - Pine Ridge - Pine River - Fort Pitt - Pointe au Foutre (Fort Alexander) - Pointe-Bleue - Ponds Inlet - Poplar Point - Poplar River - Port Burwell - Port Harrison - Portage de l'Île - Portage La Loche - Portage La Prairie - Portland House - Povungnituk Bay - Prince Albert - Fort Prince-de-Galles (Fort Churchill) - Fort Providence - Pukatawagan |

## Q
| - Qu'Appelle (rivière Assiniboine, Fort Ellice) - Fort Qu'Appelle | - Québec - Quesnel |

## R
| - Fort Rae - Rampart House - Rapid River - Rat Portage (Kenora) - Read Island - Rivière Red Deer - Red Lake - Rivière Rouge (Athabasca) - Red Rock - Reed Lake - Reindeer Lake - Fort Reliance | - Repulse Bay - Fort Resolution - Fort Richmond - Riding Mountain - Rigolet - Rock Depot (Gordon House) - Rocky Mountain House - Romaine - Fort Ross - Rossville - Fort Rupert - Lac Rush |

## S
| - St. Anthony Mines - St. Augustine - Fort Saint James - St. John's Agency - Fort St. John - Fort St. Mary - San Francisco - San Juan (Belle Vue Sheep Farm) - Sandy Lake - Sandy Lake (rivière Albany) - Sandy Narrows - Fort Sanspareil (Edmonton) - Sault Ste. Marie - Savanne - Fort Seaborn - Fort Selkirk - Senneterre - Rivière Setting - Sept-Îles - Severn - Rivière Shell (rivière Swan) - Rivière Shell (rivière English) - Shingle Point - Lac Shoal - Rivière Shoal - Fort Simpson (Fleuve Mackenzie) - Fort Simpson (Nass) - Sioux Lookout - Fort Smith | - Snake Country - Somerset House (Swan River) - Somerset House (Turtle Creek) - Rivière Souris - South Branch House - South Indian Lake (Lac Indian ) - South Reindeer Lake - South River House - Southampton Island - Spirit River Ranch - Split Lake House - Spokane - Stikine - Stoney Creek (Cumberland) - Stony Creek - Lac Stuart (Fort St. James) - Baie Stupart's - Sturgeon Creek - Sturgeon Lake (rivière Albany River) - Sturgeon Lake (rivière Peace) - Sturgeon River - Sudbury - Sugluk - Swampy Lake - Rivière Swan |

## T
| - Tadoussac - Tavane - Telegraph Creek (Glenora) - Temagami - Temiskamay - Fort Témiscamingue (Timiskaming) - Teslin Post - The Pas (Pas Post) - Rivière Thompson (Kamloops) | - Thunder Lake - Timiskaming - Touchwood Hills - Fort Trial (rivière George) - Fort Trial (Labrador) - Trois-Rivières Trout Lake (Severn) - Trout Lake (rivière Peace) - Trout Lake (Timiskaming) - Turtle Lake |

## U
U-Y Outpost

## V
| - Vancouver - Fort Vancouver - Fort Vermilion (rivière Peace ) | - Fort Vermilion (rivière Saskatchewan) - Victoria (Alberta) - Fort Victoria |

## W
| - Wabowden - Wager Inlet - Waswanipi - Walla Walla (Fort Nez-Percés) - Rivière Waterhen - Fort Waterloo (Petit lac des Esclaves) - Fort Wedderburn (Fort Chipewyan) - Weenusk - Wegg's House - Lac Wepiskow - West Lynne - Weymontachingue - Whale River - White Dog - White River - Whitefish Lake (lac Huron) | - Whitefish Lake (Peace River) - Whitewood - Fort William (lac Supérieur) - Fort William (rivière Ottawa, voir Lac des Allumettes) - Fort William (Rivière Rouge) - Windsor House - Rivière Winisk - Winnipeg - Lac Winnipeg - Winnipegosis - Winokapau - Lac Wire - Wolstenholme - Wrangell - Fort Wrigley |

## Y
| - Yale - York Factory | - Fort Yukon |